# Benedikt Jóhannesson
Benedikt Jóhannesson (ur. 4 maja 1955 w Reykjavíku) – islandzki przedsiębiorca, wydawca i polityk, poseł do Althingu, założyciel i lider partii Viðreisn, w 2017 minister finansów i gospodarki.

## Życiorys
Studiował matematykę i ekonomię na University of Wisconsin-Madison. W 1977 uzyskał magisterium ze statystyki na Florida State University, a w 1981 doktoryzował się na tej uczelni. W latach 1982–1986 pracował w szkole Verzlunarskóli Íslands. W 1983 zaczął prowadzić własne przedsiębiorstwo konsultingowe, a w 2000 dodatkowo prywatne wydawnictwo. Został też publicystą anglojęzycznego biznesowego czasopisma „Iceland Review”.
Był działaczem Partii Niepodległości, którą opuścił z uwagi na stanowisko tej partii wobec wolnego handlu i integracji z UE. W 2014 był wśród inicjatorów platformy politycznej Viðreisn, a w maju 2016 stanął na czele nowo powołanej partii o tej nazwie. W wyborach w 2016 uzyskał jeden z siedmiu mandatów poselskich, które przypadły temu ugrupowaniu.
Po wyborach w 2016 jego ugrupowanie dołączyło do koalicji rządowej. W styczniu 2017 w nowo powołanym gabinecie Bjarniego Benediktssona objął urząd ministra finansów i gospodarki. W październiku 2017, na kilkanaście dni przed przedterminowymi wyborami parlamentarnymi, ustąpił z funkcji przewodniczącego Viðreisn. Zastąpiła go na tej funkcji Þorgerður Katrín Gunnarsdóttir. Nie utrzymał mandatu poselskiego, a w listopadzie zakończył pełnienie funkcji rządowej.